# Hamish Campbell
Hamish John Campbell (* 29. April 1953 Christchurch)  ist ein neuseeländischer Geologe und Paläontologe.
Sein Vater John Douglas Campbell war Lecturer für Geologie an der University of Otago in Dunedin. Dort studierte auch Hamish Campbell Geologie mit dem Bachelor-Abschluss 1975. Er erwarb 1978 den Master-Abschluss an der University of Auckland und wurde 1985 an der Universität Cambridge promoviert.
Seit 1978 ist er Geologe am Institute of Geological and Nuclear Science (GNS) in Lower Hutt in Neuseeland.
Campbell verfasste ein populärwissenschaftliches Buch über die Geologie von Neuseeland und hatte Auftritte im Fernsehen als Wissenschaftler, zum Beispiel als einer der Präsentatoren der Reihe Coast New Zealand. Außerdem kuratierte er Ausstellungen am Museum of New Zealand Te Papa Tongarewa und arbeitet als Geologe für Te Papa.
2008 fand er große Aufmerksamkeit und Skepsis mit der Behauptung, Neuseeland wäre (wie der größte Teil von Zeelandia heute) vor 23 Millionen Jahren vollständig vom Meer bedeckt gewesen (unter anderem veröffentlicht in seinem Buch In search of ancient New Zealand von 2007).
Er ist Mitglied der Royal Society of New Zealand und seit 2007 Companion.
Er war zweimal verheiratet, in erster Ehe mit Helen Anderson, der Chefwissenschaftlerin des Ministry of Research, Science and Technology. Die Ehe wurde 1996 geschieden und 1998 heiratete er erneut. Aus seinen zwei Ehen hat er jeweils zwei Kinder.
2004 bis 2006 war er Präsident der New Zealand Association of Scientists. 1987/88 war er Sekretär der Geological Society of New Zealand.

## Schriften
- mit S. R. Owen: The Nelsonian stage : a new Early Triassic local stage for New Zealand, Journal of the Royal Society of New Zealand, Band 33, 2003, S. 97–108
- H. J. Campbell, Gerard Hutching: In search of ancient New Zealand, North Shore, NZ: Penguin 2007
- mit C. J. Adams, N. Mortimer: Exploring the Australian geological heritage of Zealandia and New Zealand, Proceedings of the Royal Society of Victoria, Band 120, 2008, S. 38–50
- Beiträge zu R. A. Cooper (Hrsg.), the New Zealand Geological Timescale, GNS, Lower Hutt, GNS Science Monographs 22, 2004 (zum Beispiel zu Karbon, Perm, Trias, Jura)